# Biennale Monegasque de Cancerologie
Bienal Monegasca de Cancerología también conocida como Biennale Monegasque de Cancerologie en francés es una organización que convoca conferencias y talleres bienales en el área de Oncología, Tratamiento del Cáncer, Radioterapia, Neumología, Hematología, Medicina General, etc. para profesionales médicos, estudiantes y académicos.

## Historia y funcionamiento
La Bienal de Cáncer de Monegasque fue organizada por primera vez en 1994 por el Dr. Michel Hery. En ese entonces era Jefe del Departamento de Radioterapia del Hospital Princess Grace de Mónaco. Desde sus inicios, este congreso se ha celebrado cada 2 años en colaboración con el Centro Científico de Mónaco y el Hospital Princess Grace en Grimaldi Forum, Principado de Mónaco. Actualmente, la conferencia bienal tiene lugar bajo el patrocinio del Príncipe Alberto II. También cuenta con las acreditaciones de Association Internationale pour la Promotion de Formations Spécialisées en Médecine et en Sciences Biologiques (AFISM), Association de Développement et de Formation en Cancerologie (ADFC) y Association Monegasque pour le perfectionnement des Connaissances des Medecins (AMPCM). Xavier Pivot se desempeña como presidente actual y Jean-Yves Blay, Gilles Freyer, Gilles Créhange se desempeña como copresidente de la Bienal de Cáncer de Monegasque. El premio Michel Hery y el premio Albert I a partir de la 12.ª conferencia en 2016 reconociendo los logros notables en los campos en cuestión.